# Rivière Toussaint
Rivière Toussaint är ett vattendrag i Kanada.   Det ligger i provinsen Québec, i den sydöstra delen av landet, 400 km norr om huvudstaden Ottawa.
Runt Rivière Toussaint är det ganska glesbefolkat, med 34 invånare per kvadratkilometer.